# Tunnel Altengronauer Forst
Der Tunnel Altengronauer Forst (auch Altengronauer-Forst-Tunnel oder Altengronau-Tunnel) ist ein 2353 m langer Eisenbahntunnel der Schnellfahrstrecke Hannover–Würzburg. Er liegt südöstlich des Ortsteils Altengronau der hessischen Gemeinde Sinntal und trägt daher seinen Namen. Etwa in der Mitte des Tunnels verläuft die Landesgrenze zwischen Hessen und Bayern. Das Bauwerk ist damit auf Schnellfahrstrecke der südlichste Tunnel in Hessen und der nördlichste in Bayern.

## Verlauf
Die Tunnelröhre verläuft in südwestlicher Richtung.
Die Röhre unterquert dabei den rund 400 m hohen Steinkopf.
Die Trasse läuft bis Baukilometer 252,528 in einer Rechtskurve von 7.000 m Radius, an die sich ein Übergangsbogen bis km 252,843 anschließt. Im restlichen Verlauf liegt der Tunnel in einer Gerade.
Das Nordportal liegt auf 260 m ü. NN, das Südportal auf 276 m Höhe. Die Längsneigung liegt bei 8,33 bzw. 12,00 Promille. (In der Bauphase lag der Tunnel zwischen den Baukilometern 251,457 bis 253,790.) Die Überdeckung liegt bei bis zu rund 120 m.
Der Tunnel durchschneidet in einem kurzen Abschnitt bei Jossa hessisches Staatsgebiet. Die bayerisch-hessische Landesgrenze verläuft im Bereich des Tunnels in einem schleifenden Schnitt und schneidet diesen bei Baukilometer 254,5. Sie liegt am Südportal etwa 300 m östlich der Strecke.
Südlich schließt sich ein Einschnitt bis zur Hangbrücke Dittenbrunn an, in dem auch der Roßbacher-Forst-Tunnel liegt, nördlich folgt die Sinntalbrücke Zeitlofs. Im Bereich des Südportals des Altengronauer-Forst-Tunnels sowie im Roßbacher-Forst-Tunnel liegt die Überleitstelle Altengronauer Forst.
Die Röhre durchquert vorwiegend Schichten des Unteren und Mittleren Buntsandsteins.

## Geschichte

### Planung
Der Tunnel lag im Bereich der Planungsgruppe Süd der Neubaustrecke.
Der Tunnel wurde gegenüber der ursprünglichen Planung verlängert. Ende 1977 war eine Länge von 2354 m für das Bauwerk geplant. Während die Trasse (Rechtskurve, Gerade) dabei dem später realisierten Bauwerk entsprach, wich die geplante Gradiente von 9,23 Promille, die zum Südportal hin in ein Gefälle von 12,00 Promille übergehen sollte, von dem später realisierten Entwurf ab. Nach dem Planungsstand von 1981 war eine Länge von 2330 m für das Bauwerk vorgesehen, nach dem Stand von 1983 eine Länge von 2333 m.

### Bau
Der Bauauftrag wurde am 3. Juni 1981 mündlich erteilt. Als Beginn der Arbeiten wurde dabei der 22. Juni 1981 festgelegt. Beauftragt wurde eine Arbeitsgemeinschaft der Unternehmen Mayreder, Kraus & Co, Beton- und Monierbau, Dyckerhoff & Widmann, E. Heitkamp sowie Wix & Liesenhoff.
Die Bauarbeiten begannen am 22. Juni 1981. (Eine andere Quelle spricht von einem Baubeginn im Mai 1981.) Die Tunnelpatin Lore Linkerhänger, die Ehefrau des damaligen Leiters der Bahnbauzentrale Frankfurt, löste Anfang Oktober 1981 am Südportal die erste Sprengung aus. Der Tunnel wurde in Spritzbetonbauweise von beiden Seiten aufgefahren. Von Süden wurde dabei ein reiner Sprengvortrieb gefahren, von Norden ein kombinierter Spreng- und Fräsvortrieb.
Die Errichtung des Tunnels wurde mit 61 Mio. D-Mark (etwa 31 Mio. Euro) veranschlagt. Insgesamt wurde während des Vortriebs rund eine halbe Million Kubikmeter Buntsandstein ausgebrochen. Die Bauzeit lag bei 34 Monaten. Um hohe Böschungen zu vermeiden, wurde der südlich angrenzende Tunnel Roßbacher Forst verlängert. In einem anschließenden Damm wurde ein Teil des Tunnelausbruchs verwendet. Während der Bauphase fielen 580.000 Kubikmeter Abraum an. Hergestellt wurde ein Ausbruchsquerschnitt zwischen 101 und 145 m². Die Bauphase verlief ohne größere Unfälle.
Der Tunnel wurde am 1. März 1983 1.800 m nördlich des Südportals durchgeschlagen. Die Tunnelpatin setzte dabei nach einem 1,7-Kilometer-Marsch durch den Tunnel eine Maschine in Gang, mit der die Kalotte durchgebrochen wurde. Der Durchschlag erfolgte zwei Monate früher als ursprünglich vorgesehen.
Er wurde als fünfter Tunnel der Neubaustrecke durchschlagen. Zu diesem Zeitpunkt waren im Südabschnitt neun weitere Tunnel vergeben bzw. im Bau und zwei weitere (Tunnel Einmalbergtunnel und Dittenbrunner Höhe) bereits fertiggestellt.

## Technik
Im Tunnel stehen vier Vorsignale und vier Blockkennzeichen.